# Гексакарбонилвольфрам
Ге́ксакарбони́лвольфра́́́м — неорганическое соединение, карбонильный комплекс вольфрама, химическая формула {\displaystyle {\ce {W(CO)6}}}.

## Получение
Действием монооксида углерода под давлением 200 атм на металлический вольфрам:
{\displaystyle {\ce {W{}+6CO->[200-300~^{\circ }{\text{C}},~p,~{\ce {Fe}}]W(CO)6}}}.
Восстановлением раствора хлорида вольфрама(III) в эфире алюминием или железом в атмосфере монооксида углерода:
{\displaystyle {\ce {WCl3+6CO+Al->[200\ ^{\ce {o}}{\ce {C}},~p]W(CO)6{}+AlCl3}}}.

## Физические свойства
Гексакарбонилвольфрам образует бесцветные (белые) кристаллы ромбической сингонии, пространственная группа P 2nb, параметры ячейки a=1,127 нм, b=1,190 нм, c=0,642 нм, Z=4.
Не растворяется в воде.

## Химические свойства
Разлагается при температуре выше 200°C:
{\displaystyle {\ce {W(CO)6 ->[>200\ ^{{\ce {o}}}{\ce {C}}] W + 6 CO}}},
{\displaystyle {\ce {W(CO)6 ->[>1300\ ^{{\ce {o}}}{\ce {C}}] WC + 4 CO + CO2}}}.
Окисляется концентрированной азотной кислотой:
{\displaystyle {\ce {W(CO)6 + 18 HNO3 -> WO + 18 NO2 ^ + 6 CO2 ^ + 9 H2O}}}
Окисляется кислородом воздуха при кипячении в этаноле:
{\displaystyle {\ce {W(CO)6 + 3 O2 ->[80\ ^{{\ce {o}}}{\ce {C}}] W v + 6 CO2 ^}}}.
- Реагирует с щелочами в присутствии кислорода:

{\displaystyle {\ce {2W(CO)6{}+24NaOH{}+9O2->[400-500~^{\ce {o}}{\ce {C}}]2Na2WO4{}+12Na2CO3{}+14H2O}}}.

## Применение
- Для получения вольфрамовых покрытий.
- В качестве катализатора.